# Perihammus infelix
Perihammus infelix is een keversoort uit de familie boktorren (Cerambycidae). De wetenschappelijke naam van de soort is voor het eerst geldig gepubliceerd in 1856 door Pascoe.